# Bisbat de Bayeux i Lisieux

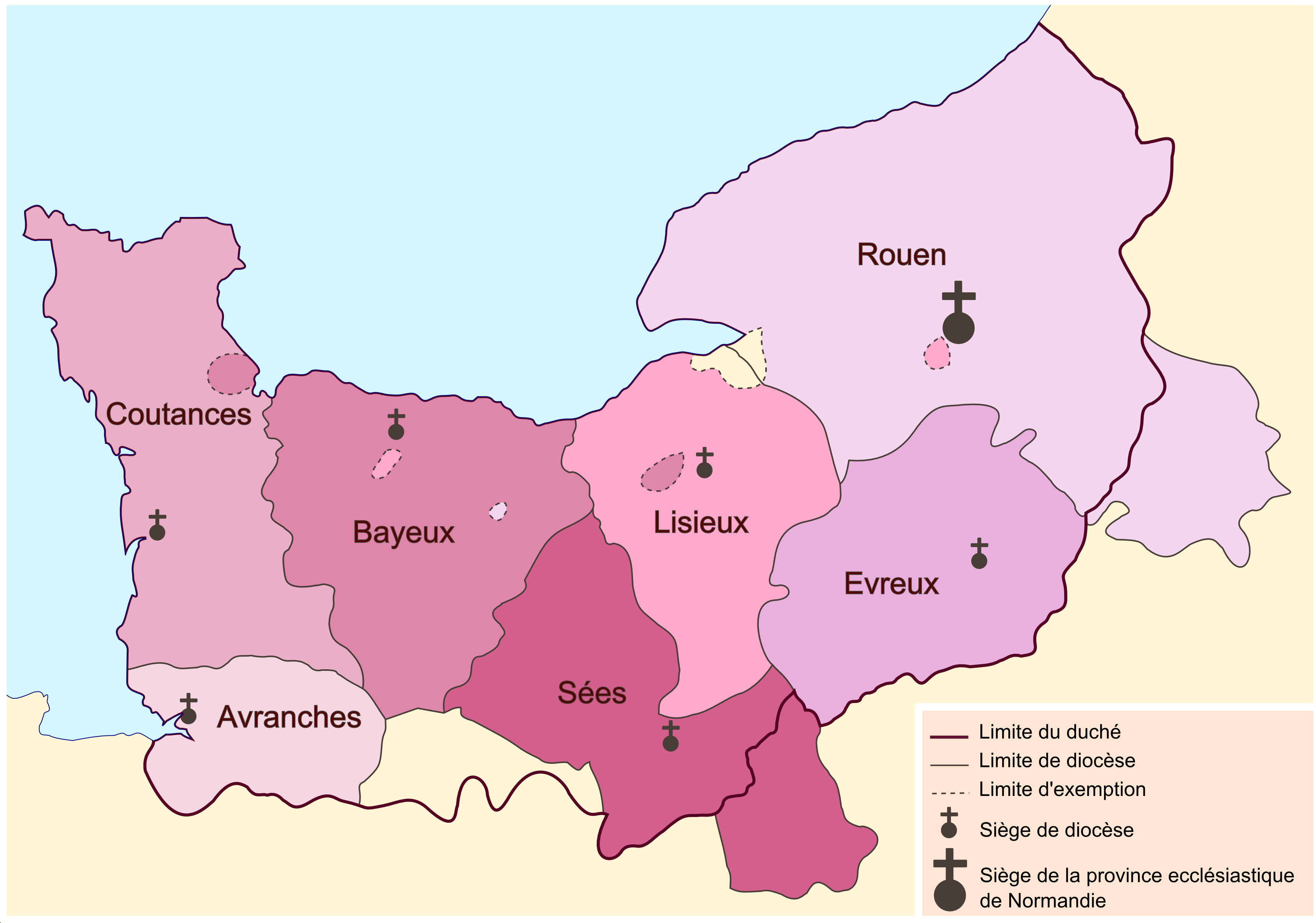
Mapa de les diòcesis històriques de Normandia abans de la revolució francesa.

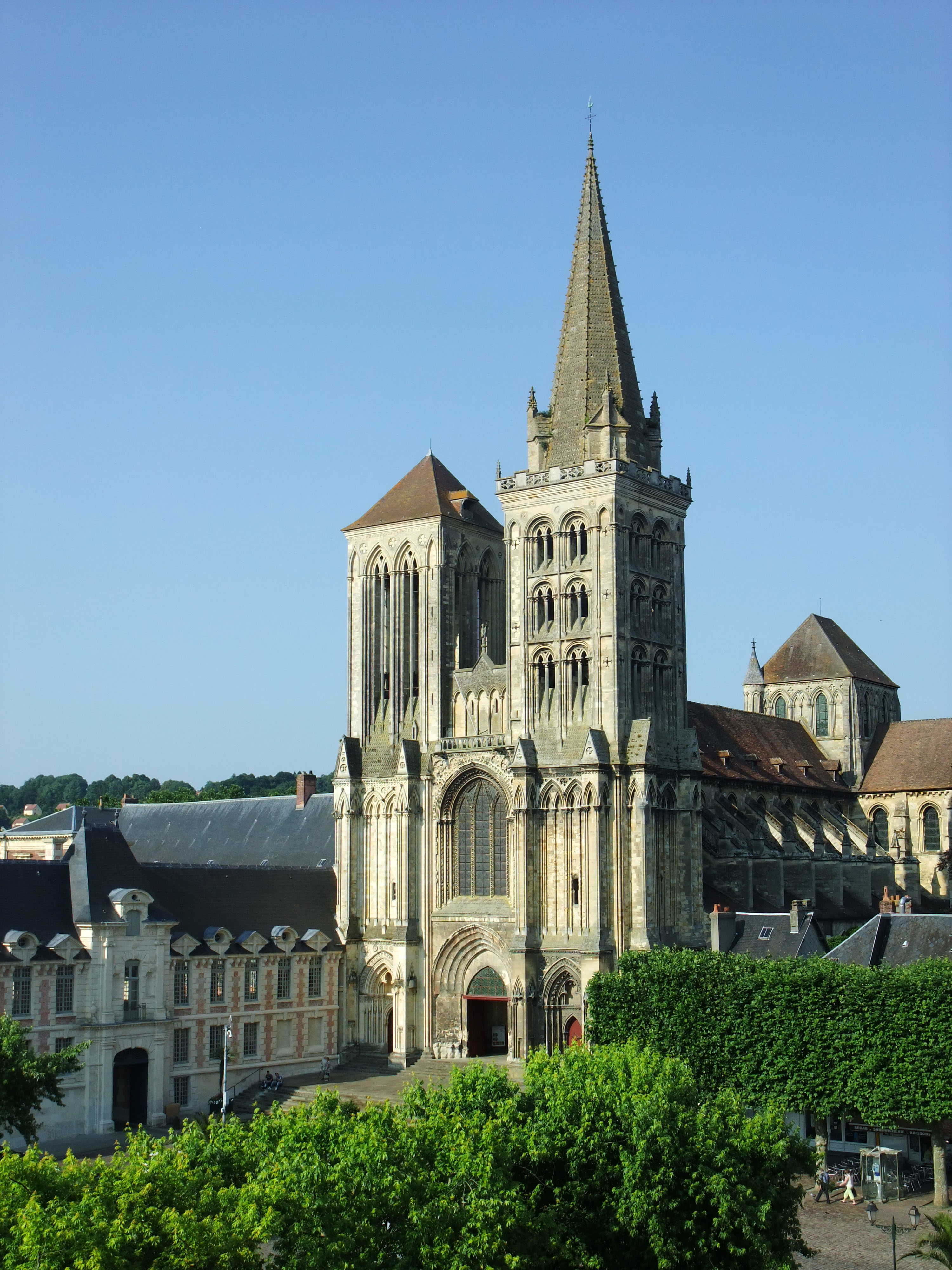
L'ex-catedral de Sant Pere a Lisieux.

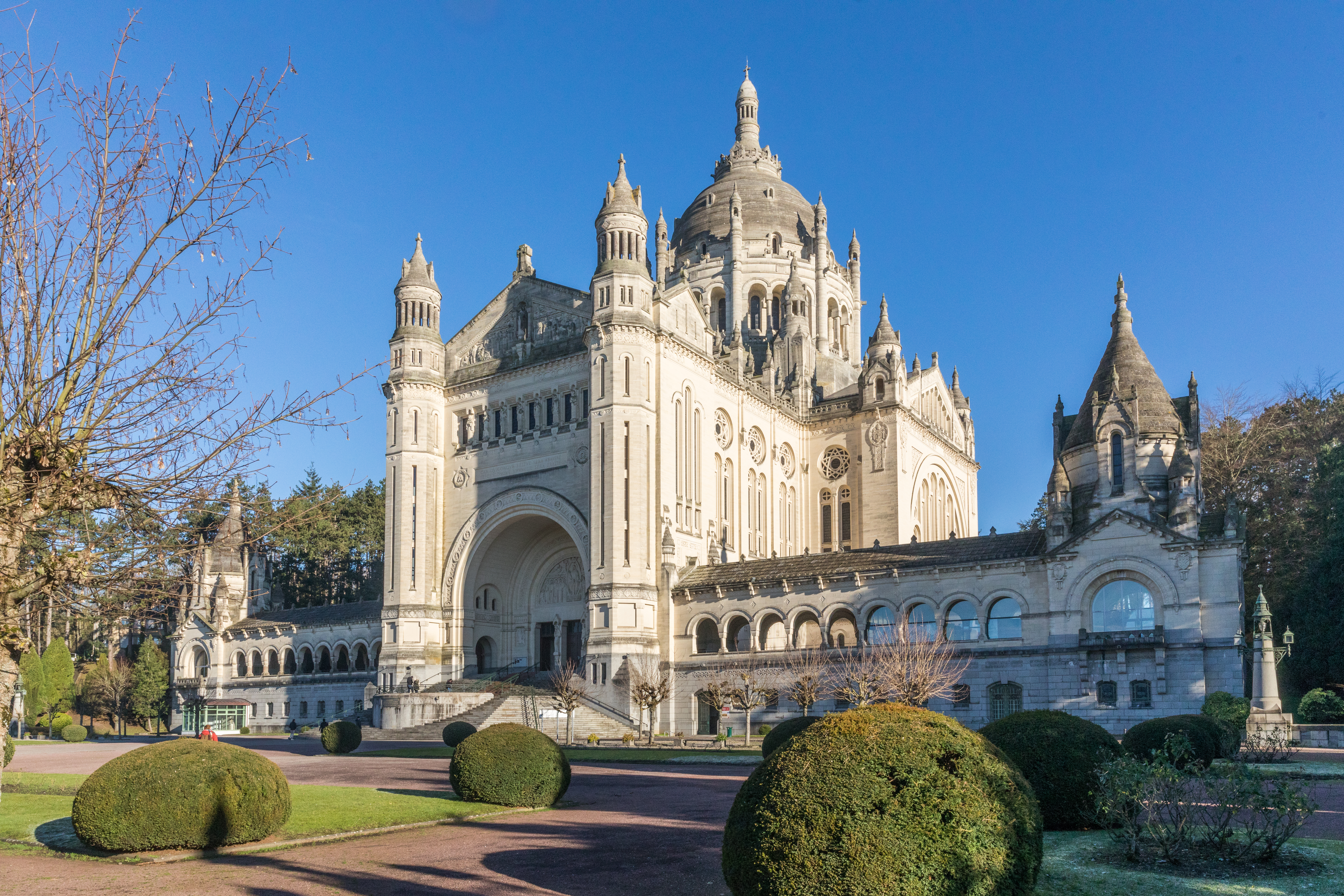
La basílica de Santa Teresa de Lisieux, construïda a partir del 1929 i consagrada l'11 de juliol de 1954. És el segon lloc de pelegrinatge més important de França, després de la basílica de Lorda.

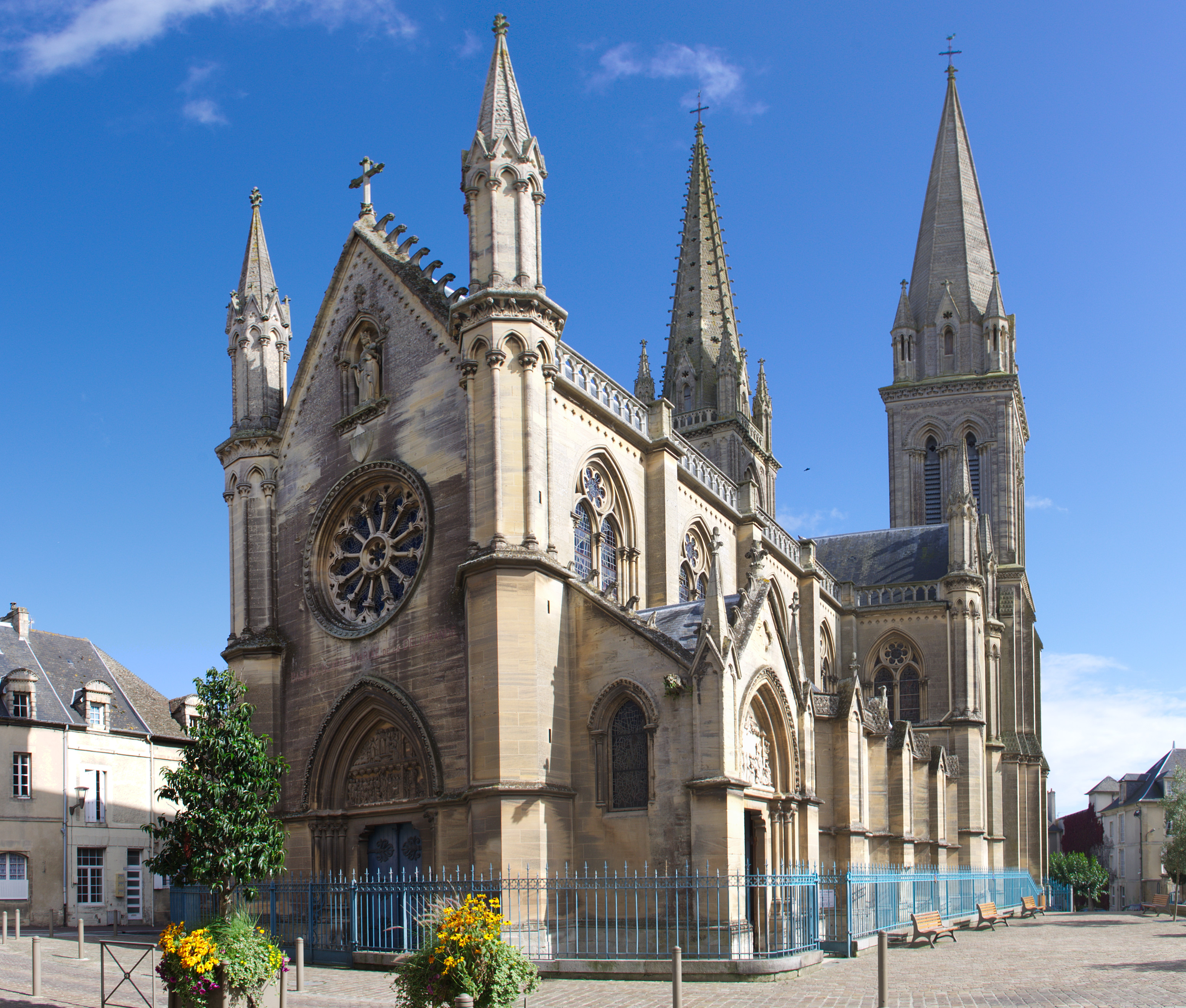
La basílica menor de Notre-Dame de la Délivrande a Douvres-la-Délivrande.

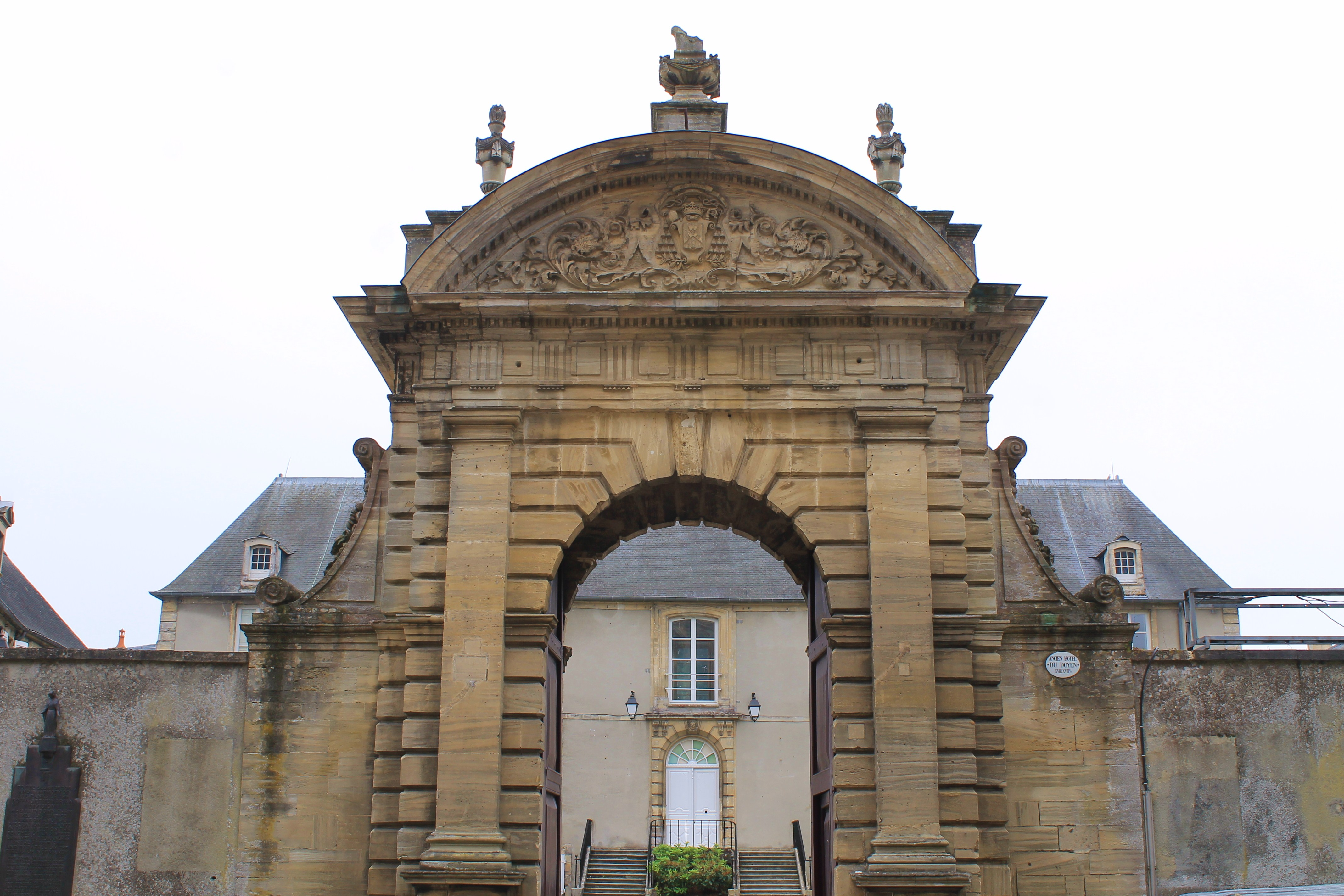
L'entrada de l'antic palau episcopal de Bayeux, avui seu del museu Baron Gérard.

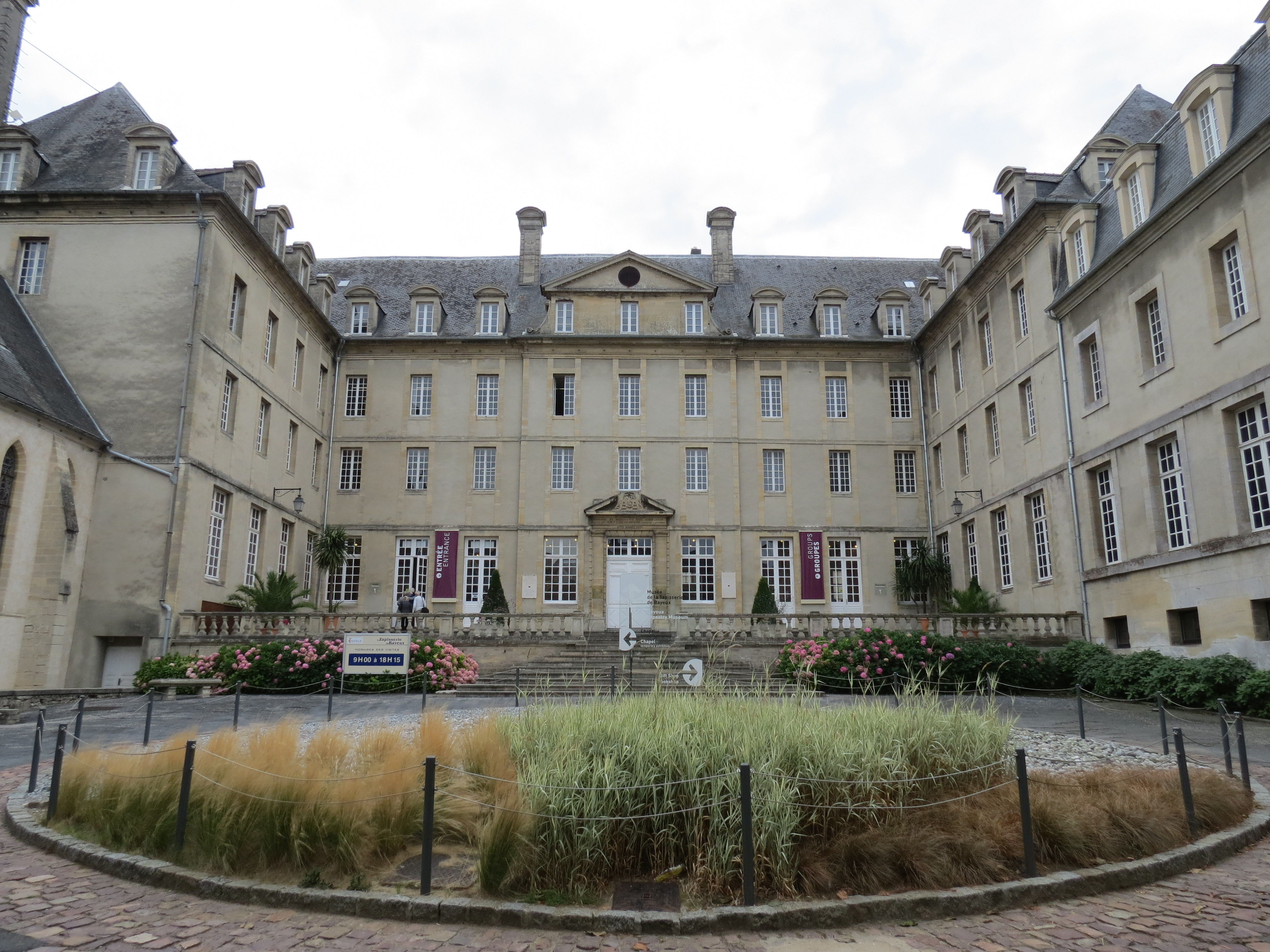
L'antic seminari diocesà, construït a partir del 1693, avui seu d'institucions culturals ciutadanes.

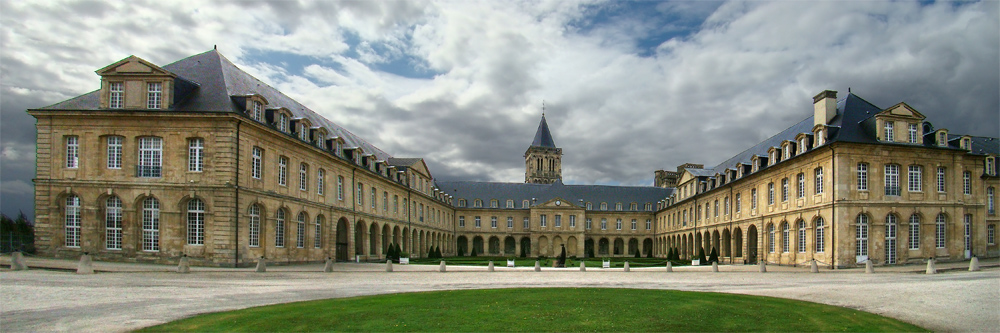
Labbaye aux Dames de Caen.

El bisbat de Bayeux  (francès: Diocèse de Bayeux, llatí: Dioecesis Baiocensis) és una seu de l'Església Catòlica a França, sufragània de l'arquebisbat de Rouen. Al 2012 tenia 493.700 batejats sobre una població de 694.600 habitants. Actualment està regida pel bisbe Jean-Claude Boulanger.
Des del 1854 als bisbes de Bayeux se'ls concedí de portar el títol de "bisbes de Lisieux" (Lexoviensis).

## Territori
La diòcesi inclou el territori del departament francès de Calvados.
La seu episcopal és la ciutat de Bayeux, on es troba la catedral de Nostra Senyora. A Lisieux es troben l'antiga catedral de Sant Pere i la Basílica Santuari de Santa Teresa, un important destí de peregrinació. Un altre edifici religiós important de la diòcesi és la basílica menor de Notre-Dame de la Délivrande a Douvres-la-Délivrande, on es conserva una imatge d'una Verge Negre, titular d'una congregació de germanes dominiques.
El territori s'estén sobre 5.548 km², i està dividit en 51 parròquies, agrupades en 10 pols missioners (pôles missionnaires): Bayeux, Vire, Villers-Bocage, Falaise, Pont-l'Évêque, Lisieux, Douvres-la-Délivrande, Bretteville- sur-Laize, Agglomération caennaise 1 i Agglomération caennaise 2.

## Història
La diòcesi es va erigir a partir de mitjan segle iv. Segons una tradició, testificada ja al segle ix, protobisbe i fundador de la diòcesi es sant Esuperi: l'opinió més comuna i estesa entre els historiadors és que Esuperi hauria viscut al segle iv. El primer bisbe històricament documentat és Leucadi, que va participar en el Concili d'Orleans de 538 i va ser representat als de 541 i 549.
Augustodurum, la capital del poble celta dels Baiocassi, era una civitas de la província romana de la Gàl·lia Celta segona, com ho demostra la Notitia Galliarum d'inicis del segle v. Des del punt de vista religiós, com a civil, Bayeux depenia de la província eclesiàstica de l'arxidiòcesi de Rouen, la seu metropolitana provincial .
La catedral va ser construïda en estil romànic durant l'episcopat d'Odó († 1097) i restaurada després d'un incendi, a partir del segle xiii en estil gòtic.
A l'edat mitjana, la diòcesi de Bayeux va gaudir de gran prestigi i el capítol va ser un dels més rics de França. Important va ser la biblioteca del capítol, rica en més de 250 manuscrits i incloïa missals antics, breviaris i altres llibres litúrgics; va ser destruïda i dispersat durant la reforma protestant, va ser reconstruïda pels canonges, amb la recopilació dels pocs manuscrits originals supervivents i còpies dels destruïts.
En 1300 es va celebrar un sínode a Bayeux sobre la disciplina del clergat.
El 25 de novembre de 1641, Sant Joan Eudes va fundar a Caen la Congregació de Nostra Senyora de la Caritat del Refugi, dedicada a la protecció de les nenes, que es va distribuir àmpliament a França.
Durant l'episcopat de François de Nesmond († 1715), en el marc de la contrareforma catòlica, es van instal·lar cinc noves institucions religioses a la ciutat; el bisbe també és responsable de l'establiment del seminari diocesà el 1693.
En el moment de l'inici de la revolució, la diòcesi incloïa més de 600 parròquies, agrupades en 17 deganats i 4 ardiaconats : Bayeux (211 parròquies dividides en 6 decanats), Caen (108 parròquies i 4 deganats), Hyemes (133 parròquies i 3 deganats) i Veys (154 parròquies i 4 deganats). A la diòcesi també pertanyien 2 enclavaments a la diòcesi de Coutances (5 parròquies, entre elles la de Sainte-Mère-Église) i de Lisieux (l'anomenada exempció de Cambremer, que incloïa l'abadia cistercenca de Val-Richer i 9 parròquies).
A l'antiga diòcesi també hi havia 12 abadies masculines i 2 femenines. Entre les abadies masculines es recorden: la benedictina de Cerisy-la-Forêt, l'església és un dels més bells monuments arquitectònics normanda del segle xi, i Sant Esteve de Caen, coneguda com l'Abbaye-aux-Hommes, fundada per Guillem el Conqueridor i lloc del seu primer enterrament; les cistercenques de Notre-Dame de Torigny e de Notre-Dame de Val-Richer; abadia premostratenca de Notre-Dame d'Ardennes, fundada el 1121 per l'abat Gilbert, fill espiritual de sant Norbert; l'abadia femenina de Santa Trinitat de Caen, coneguda com l'Abbaye-aux-Dames.
Després del concordat amb la butlla Qui Christi Dominidel Papa Pius VII el 29 de novembre de 1801, es va fer que la diòcesi coincidís amb el nou departament de Calvados: l'antiga diòcesi va ser ampliada, incorporant part de la suprimida diòcesi de Lisieux, incloent la exemption de Cambremer, i algunes parròquies de la diòcesi de Coutances (excloent l'enclavament de Sainte-Mere-Eglise) i de Séez.
El 12 de juny de 1854 els bisbes de Bayeux van obtenir el dret d'afegir el títol de la seu de Lisieux al seu títol.

## Cronologia episcopal
Els catàleg episcopals de Bayeux, que daten dels segles XII i xiii, són fiables i documentats històricament només a partir del bisbe Hug d'Ivry (principis del segle xi). Dels bisbes anteriors, el catàleg demostra ser incomplet (falten almenys 12 bisbes) i també presenta 14 bisbes sants, derivats principalment de les tradicions hagiogràfiques i litúrgiques de dubtosa historicitat i encara no fàcilment datables.
- Sant'Esuperio † (segle iv)
- San Rufiniano † (primera meitat del segle v)
- San Lupo † (segona meitat del segle v)[8]
- San Patrizio †
- San Manveo †
- San Contesto †[9]
- San Vigor † (inicis del segle vi)[10]
- Leucadio † (abans de 538 - després de 549)
- Lascivo † (citat el 557/573)[11]
- Leudovaldo † (abans de 581 - després de 614)
- San Geretrando †[12]
- San Ragnoberto † (abans de 627 - després de 667)[13]
- San Gerboldo † (citat el 688/689)
- San Framboldo †[14]
- Sant Hug † (vers 723 - 8 d'abril de 730 mort)
- Leodeningo † (citat el 762)
- Tioro †[15]
- Carevilto † (citat el 833)
- Arimberto † (abans de 835 - després de 838)
- San Sulpizio †[16]
- Baltfrido † (abans de 847 - 858 mort)
  - Tortoldo † (citat el 858) (usurpador)[17]
- Ercamberto † (14 de juny de 859 - després de 876)
- Enrico I † (abans de 927 - després de 933)
- Ugo II † (citat el 965)
- Riccardo I † (abans de 968 - després de 988)
- Raoul d'Avranches † (prima de juny de 990 - després de 1006)
- Hugues d'Ivry † (abans de 1015 - després de 3 d'octubre de 1049 mort)
- Odó † (1049 o 1050 - febrer de 1097 mort)
- Turold de Brémoy (o d'Envermeu) † (1097 - 1106 renuncià)
- Richard de Dover † (1107 - 1134 mort)
- Richard de Gloucester † (1134 - 3 d'abril de 1142 mort)
- Philippe d'Harcourt † (1142 - 7 de febrer de 1164 mort)
- Henri II † (1164 - desembre de 1205 mort)
- Robert des Ablèges † (26 de febrer de 1206 - 29 de gener de 1231 mort)
- Thomas de Freauville † (20 de març de 1232 - maig de 1238 mort)
- Guy † (1241 - 27 de febrer de 1260 mort)
- Eudes de Lory † (9 de maig de 1263 - 8 d'agost de 1274 mort)
- Gregorio de Napoli † (1274 - 11 de juliol de 1276 mort)
- Pierre de Beneis † (1276 - 23 de gener de 1306 mort)
- Guillaume Bonnet † (27 d'agost de 1306 - 3 d'abril de 1312 mort)
- Guillaume de Trie † (12 d'abril de 1312 - 28 de març de 1324 nomenat arquebisbe de Reims)
- Pierre de Lévis † (28 de març de 1324 - vers 1326 mort)
- Pierre de Moussy † (16 d'agost de 1326 - 3 de gener de 1330 nomenat bisbe de Carcassona)
- Guillaume de Beaujeu † (3 de gener de 1330 - 26 d'octubre de 1337 mort)
- Guillaume Bertrand † (23 de gener de 1338 - 14 de maig de 1347 nomenat bisbe de Beauvais)
- Pierre de Villaine † (14 de maig de 1347 - 3 de setembre de 1360 mort)
- Louis Thézart † (6 de novembre de 1360 - 14 d'abril de 1374 nomenat arquebisbe de Reims)
- Gauffroi † (14 d'abril de 1374 - 1374 mort)
- Milon de Dormans † (16 de juny de 1374 - 31 de gener de 1375 nomenat bisbe de Beauvais)
- Nicolas du Bos † (31 de gener de 1375 - 19 de setembre de 1408 mort)
- Jean de Boissey † (26 de novembre de 1408 - 3 d'abril de 1412 mort)
- Jean Langret † (30 d'abril de 1412 - 14 de juliol de 1419 mort)
- Nicholas Habart † (27 de novembre de 1420 - 29 de setembre de 1431 mort)
- Zanone Castiglioni † (29 de gener de 1432 - 11 de setembre de 1459 mort)
- Louis d'Harcourt † (18 de gener de 1460 - 14 de desembre de 1479 mort)
  - Charles de Neufchâtel † (6 de març de 1480 - 20 de juliol de 1498 mort) (administrador apostòlic)
- René de Prie † (3 d'agost de 1498 - 24 de novembre de 1516 renuncià)
- Ludovico de Canossa, O.Cist. † (24 de novembre de 1516 - 17 d'abril de 1531 renuncià)
- Pierre de Martigny † (17 d'abril de 1531 - 13 de setembre de 1531 mort)
  - Agostino Trivulzio † (6 d'octubre de 1531 - 30 de març de 1548 mort) (administrador apostòlic)
- Charles d'Humières † (16 de maig de 1548 - 5 de desembre de 1571 mort)
- Bernardin de Saint-François † (12 d'agost de 1573 - 14 de juliol de 1582 mort)
- Mathurin de Savonnières † (9 de març de 1583 - maig de 1586 mort)
  - Charles de Bourbon † (1586 - 1590, renuncià) (administrador apostòlic)[18]
  - Sede vacante (1590-1598)
- René de Daillon du Lude † (11 de febrer de 1598 - 8 de març de 1600 mort)
- Arnaud d'Ossat † (26 de juny de 1600 - 13 de març de 1604 mort)
- Jacques d'Angennes † (5 de maig de 1606 - 15 de maig de 1647 mort)
- Édouard Molé † (23 de novembre de 1648 - d'abril de 1652 mort)
- François Servien † (9 de novembre de 1654 - febrer de 1659 mort)
- François de Nesmond † (8 d'agost de 1661 - 16 de juny de 1715 mort)
- Joseph-Emmanuel de La Trémoille † (8 de juny de 1716 - 11 de maig de 1718 nomenat arquebisbe de Cambrai)
- François-Armand de Lorraine † (18 de setembre de 1719 - 9 de juny de 1728 mort)
- Paul d'Albert de Luynes † (17 d'agost de 1729 - 21 de setembre de 1753 renuncià)[19]
- Pierre-Jules-César de Rochechouard-Montigny † (26 de novembre de 1753 - 27 de desembre de 1776 renuncià)
- Joseph-Dominique de Cheylus † (17 de febrer de 1777 - 22 o 24 de febrer de 1797 mort)
  - Sede vacante (1797-1802)
- Charles Brault † (4 de maig de 1802 - 1 d'octubre de 1817 nomenat arquebisbe d'Albi)
- Jean Pradelle † (1 d'octubre de 1817 - 2 d'abril de 1818 mort) 
  - Sede vacante (1818-1823)
- Charles-François Duperrier-Dumourier † (10 de març de 1823 - 17 d'abril de 1827 mort)
- Jean-Charles-Richard Dancel † (17 de setembre de 1827 - 20 d'abril de 1836 mort)
- Louis-François Robin † (11 de juliol de 1836 - 29 de desembre de 1855 mort)
- Charles-Nicolas-Pierre Didiot † (16 de juny de 1856 - 15 de juny de 1866 mort)
- Flavien-Abel-Antoinin Hugonin † (22 de febrer de 1867 - 2 de maig de 1898 mort)
- Léon-Adolphe Amette † (28 de novembre de 1898 - 21 de febrer de 1906 nomenat arquebisbe titular de Side i coadjutor de París)
- Thomas-Paul-Henri Lemonnier † (13 de juliol de 1906 - 29 de desembre de 1927 mort)
- Emmanuel Célestin Suhard † (6 de juliol de 1928 - 23 de desembre de 1930 nomenat arquebisbe de Reims)
- François-Marie Picaud † (12 de setembre de 1931 - 5 d'agost de 1954 renuncià)
- André Jacquemin † (29 d'octubre de 1954 - 10 de desembre de 1969 renuncià)
- Jean-Marie-Clément Badré † (10 de desembre de 1969 - 19 de novembre de 1988 jubilat)
- Pierre Auguste Gratien Pican, S.D.B. (19 de novembre de 1988 - 12 de març de 2010 jubilat)
- Jean-Claude Boulanger, dal 12 de març de 2010

## Estadístiques
A finals del 2012, la diòcesi tenia 493.700 batejats sobre una població de 694.600 persones, equivalent al 71,1% del total.
| any  | població | població | població | sacerdots | sacerdots       | sacerdots       | sacerdots             | diaques | religiosos | religiosos | parròquies |
| ---- | -------- | -------- | -------- | --------- | --------------- | --------------- | --------------------- | ------- | ---------- | ---------- | ---------- |
| any  | batejats | total    | %        | total     | clergat secular | clergat regular | batejats por sacerdot | diaques | homes      | dones      |            |
| 1950 | 350.000  | 400.000  | 87,5     | 513       | 509             | 4               | 682                   |         | 145        | 2.826      | 718        |
| 1958 | 380.000  | 442.991  | 85,8     | 485       | 479             | 6               | 783                   |         | 128        | 1.854      | 720        |
| 1969 | 510.000  | 519.000  | 98,3     | 541       | 464             | 77              | 942                   |         | 77         |            | 256        |
| 1980 | 500.000  | 570.000  | 87,7     | 452       | 368             | 84              | 1.106                 | 1       | 120        | 1.319      | 722        |
| 1990 | 525.000  | 614.000  | 85,5     | 371       | 288             | 83              | 1.415                 | 8       | 126        | 1.015      | 724        |
| 1999 | 475.000  | 618.478  | 76,8     | 300       | 229             | 71              | 1.583                 | 17      | 111        | 727        | 51         |
| 2000 | 475.000  | 648.385  | 73,3     | 289       | 226             | 63              | 1.643                 | 17      | 92         | 701        | 51         |
| 2001 | 475.000  | 648.385  | 73,3     | 289       | 222             | 67              | 1.643                 | 19      | 99         | 667        | 51         |
| 2002 | 460.000  | 648.385  | 70,9     | 278       | 215             | 63              | 1.654                 | 19      | 93         | 630        | 51         |
| 2003 | 461.000  | 649.047  | 71,0     | 270       | 207             | 63              | 1.707                 | 19      | 91         | 630        | 51         |
| 2004 | 461.000  | 647.833  | 71,2     | 240       | 203             | 37              | 1.920                 | 20      | 47         | 597        | 50         |
| 2006 | 461.000  | 647.933  | 71,1     | 247       | 192             | 55              | 1.866                 | 18      | 67         | 585        | 51         |
| 2012 | 493.700  | 694.600  | 71,1     | 209       | 166             | 43              | 2.362                 | 18      | 69         | 597        | 51         |

## Note
1. 1 2  Anuari Pontifici 2015, p. 91.
2. ↑  Del lloc web de la diòcesi.
3. ↑  Monumenta Germaniae Historica, Chronica minora Arxivat 2015-09-24 a Wayback Machine., I, p. 555. Al final de l'època imperial, les civitates solen identificar-se i es van nomenar amb el nom de les persones a les quals pertanyien: civitas Baiocassium, del qual sorgeix el nom actual de Bayeux..
4. ↑  Calendini, DHGE, col. 32.
5. ↑  Calendini, DHGE, coll. 28 e 32-33.
6. ↑  Calendini, DHGE, coll. 36-38.
7. ↑  Duchesne, op. cit., p. 212.
8. ↑  Sobre la datació de l'episcopat de Lupo, l'únic dels tres primers bisbes de Bayeux que es pot datar amb un cert grau d'aproximació (Duchesne), cf. Jules Lair II, pàg. 290-291.
9. ↑  En Sant Patrici, Manveo i context no hi ha documents històrics que proven la seva existència, si la tradició no hagiogràfic que, segons Duchesne, certifica com a bisbes només després que els catàlegs episcopals. Segons Jules Lair, que data cronològicament Manveo i Context "serait Téméraire et purement conjectural" (pàg. 36).
10. ↑  En la vida de Saint-Paterno d'Avranches es dona com a contemporani de Sant Melani de Rennes i de Saint- Laudo (Saint-Leonziano, segons J. Lair) de Coutances, que vivia a la primera meitat del segle vi
11. ↑  Mencionat en un Concili celebrat a París en un any incert entre 557 i 573: així Duchesne. La historiografia anterior data aquest concili amb certesa a l'any 557..
12. ↑  Mencionada en els antics catàlegs episcopals abans de Sant Gerboldo, no se sap res d'ell. Vegeu Lair, pàg. 553.
13. ↑  Segons Duchesne, alguns documents atribuïts per Gallia christiana a Ragnoberto Augustodurensis, pertanyen en canvi a un episcop Augustodunensis, o Autun; d'opinió contrària va ser J. Lair (pàgina 53).
14. ↑  Mencionat en els antics catàlegs i reportades per Gallia christiana, però sense cap indicació històrica o documental. Segons Duchesne era un monjo i abat de Le Mans .
15. ↑  Insertat per Gallia christiana entre Leodeningo i Carevilto, però sense indicacions documentals. Exclòs de Duchesne. Segons Lair, fou capellà deCarlemany (pàgina 557).
16. ↑  Publicat per Gallia christiana sobre la base d'un document hagiogràfic "no recomanable" (Duchesne)..
17. ↑  No era un bisbe, sinó un simple sacerdot. Vegeu. Cfr. Duchesne.
18. ↑  (anglès) The Cardinals of the Holy Roman Church-Bourbon Arxivat 2013-10-29 a Wayback Machine.
19. ↑  El 26 de novembre de 1753 va ser nomenat arquebisbe de Sens.